# Yakubu Alfa
Yakubu Alfa (* 31. Dezember 1990 in Minna) ist ein nigerianischer Fußballspieler auf der Position eines Mittelfeldspielers und Stürmers. Zurzeit spielt er bei Germinal Beerschot in der Jupiler Pro League, der höchsten Spielklasse im belgischen Fußball.

## Karriere

### Jugend und Vereinskarriere
Alfa begann seine aktive Karriere als Fußballspieler im Jahre 1995 im Nachwuchsbereich der Niger Tornadoes. Nach mehreren Jahren in der Jugend des Vereines kam er ab dem Jahre 2007 zu regelmäßigen Einsätzen für das Profiteam mit Spielbetrieb in der Nigerianische Premier League, der höchsten Fußballliga des Landes. Dort war Alfa von 2007 bis 2008 in 30 Ligaspielen im Einsatz und erzielte dabei acht Treffer für sein Team.
Anfang des Jahres 2009 unterzeichnete Alfa einen Profivertrag beim schwedischen Traditionsverein Helsingborgs IF, mit dessen Profimannschaft er nach der Spielzeit 2009 mit dem achten Rang einen Platz exakt in der Tabellenmitte erreichte. Sein Ligadebüt gab er für den Verein aus dem südschwedischen Helsingborg am 26. Juli 2009, als er beim 2:0-Heimsieg über die Gefle IF in der 83. Spielminute für den Mittelfeldakteur Erik Sundin eingewechselt wurde. In der darauffolgenden Runde kam er zu einem weiteren Kurzeinsatz.
Nach nur einer Spielzeit und zwei Ligaeinsätzen mit knapp 40 Minuten Spielzeit verließ Alfa Schweden. Neuer Klub des Nigerianers wurde der belgische Erstligist Germinal Beerschot.

### International
Alfa sammelte bereits mit dem nigerianischen U-17-Nationalteam sowie U-20-Team Erfahrungen. Für die U-17-Auswahl seines Heimatlandes absolvierte er 18 Länderspiele und kam dabei zwölf Mal zum Torerfolg. Weiters vertrat er die Mannschaft während der U-17-WM 2007 in Südkorea. Dabei war er in sechs Spielen im Einsatz und erzielte zwei Tore. Am Ende des Wettbewerbs wurde das Team U-17-Weltmeister, nachdem es zuletzt die U-17-Nationalelf aus Spanien im Finale im Elfmeterschießen bezwang.
Unter anderem ist Alfa seit 2008 fixer Bestandteil des nigerianischen U-20-Nationalteams, für das er bis dato  in acht Spielen drei Treffer erzielte und sogar an der U-20-Weltmeisterschaft 2009 in Ägypten teilnahm. Dort kam er im ersten Gruppenspiel zu einem 55-minütigen Einsatz, ehe er durch Ibok Edet ausgetauscht wurde. Am Ende der Gruppenphase erreichte Nigeria einen mageren dritten Platz und qualifizierte sich als eines der vier besten drittplatzierten Team für das Achtelfinale des Bewerbs. Dort schied die Mannschaft nach einer 2:3-Niederlage gegen die deutschen U-20-Männer aus.

## Erfolge
- 1× U-17-Weltmeister: 2007